# Joel Voelkerling Persson
Joel Voelkerling Persson (15 januari 2003, Dalkopinge) is een Zweeds voetballer die uitkomt voor Vitesse.

## Carrière
Voelkerling Persson begon te voetballen in de jeugd bij Trelleborgs FF waarna hij de overstap maakte naar de jeugdafdeling van AS Roma.
Op 29 augustus 2023 werd bekend dat Vitesse Voelkerling Persson huurt van US Lecce tot het einde van het seizoen. Op 3 september 2023 in de thuiswedstrijd tegen AZ maakte Voelkerling Persson zijn debuut voor Vitesse. Hij kwam in de 68e minuut als invaller voor Saïd Hamulić de wedstrijd ging verloren met 0–2.

## Statistieken
| Seizoen                          | Club           | Land           | Competitie     | Competitie | Competitie | Beker | Beker | Totaal | Totaal |
| Seizoen                          | Club           | Land           | Competitie     | Wed.       | Dlp.       | Wed.  | Dlp.  | Wed.   | Dlp.   |
| -------------------------------- | -------------- | -------------- | -------------- | ---------- | ---------- | ----- | ----- | ------ | ------ |
| 2022/23                          | US Lecce       | Italië         | Serie A        | 9          | 0          | 0     | 0     | 9      | 0      |
| 2023/24                          | Vitesse        | Nederland      | Eredivisie     | 1          | 0          | 0     | 0     | 1      | 0      |
| Carrièretotaal                   | Carrièretotaal | Carrièretotaal | Carrièretotaal | 10         | 0          | 0     | 0     | 10     | 0      |
| Bijgewerkt t/m 19 september 2023 |                |                |                |            |            |       |       |        |        |

## Interlands

### Zweden onder 19
Op 8 oktober 2021 maakte Voelkerling Persson zijn debuut tegen Ierland onder 19. Het wedstrijd werd met 2-2 gelijkgespeeld.
| Interlands van Voelkerling Persson voor Zweden onder 19 | Interlands van Voelkerling Persson voor Zweden onder 19 | Interlands van Voelkerling Persson voor Zweden onder 19 | Interlands van Voelkerling Persson voor Zweden onder 19 | Interlands van Voelkerling Persson voor Zweden onder 19 | Interlands van Voelkerling Persson voor Zweden onder 19 | Interlands van Voelkerling Persson voor Zweden onder 19 |
| №                                                       | Datum                                                   | Wedstrijd                                               | Uitslag                                                 | Competitie                                              | Goals                                                   | Assists                                                 |
| ------------------------------------------------------- | ------------------------------------------------------- | ------------------------------------------------------- | ------------------------------------------------------- | ------------------------------------------------------- | ------------------------------------------------------- | ------------------------------------------------------- |
| 1.                                                      | 8 oktober 2021                                          | Ierland onder 19 – Zweden onder 19                      | 2 – 2                                                   | Vriendschappelijk                                       | 0                                                       | 0                                                       |

### Zweden onder 21
Op 23 maart 2023 maakte Voelkerling Persson zijn debuut tegen Schotland onder 21. Het wedstrijd werd gewonnen met 2-3.
| Interlands van Voelkerling Persson voor Zweden onder 21 | Interlands van Voelkerling Persson voor Zweden onder 21 | Interlands van Voelkerling Persson voor Zweden onder 21 | Interlands van Voelkerling Persson voor Zweden onder 21 | Interlands van Voelkerling Persson voor Zweden onder 21 | Interlands van Voelkerling Persson voor Zweden onder 21 | Interlands van Voelkerling Persson voor Zweden onder 21 |
| №                                                       | Datum                                                   | Wedstrijd                                               | Uitslag                                                 | Competitie                                              | Goals                                                   | Assists                                                 |
| ------------------------------------------------------- | ------------------------------------------------------- | ------------------------------------------------------- | ------------------------------------------------------- | ------------------------------------------------------- | ------------------------------------------------------- | ------------------------------------------------------- |
| 1.                                                      | 23 maart 2023                                           | Schotland onder 21 – Zweden onder 21                    | 2 – 3                                                   | Vriendschappelijk                                       | 0                                                       | 0                                                       |